# Wahlen 1995
◄◄ | ◄ | 1991 | 1992 | 1993 | 1994 | Wahlen 1995 | 1996 | 1997 | 1998 | 1999 | ► | ►►

Weitere Ereignisse
Die Liste der Wahlen 1995 umfasst Parlamentswahlen, Präsidentschaftswahlen, Referenden und sonstige Abstimmungen auf nationaler und subnationaler Ebene, die im Jahr 1995 weltweit abgehalten wurden.

## Afrika
- Parlamentswahl in Ägypten 1995
- Parlamentswahl in Äthiopien 1995
- Parlamentswahl in der Elfenbeinküste 1995
- Parlamentswahlen in Niger 1995

## Amerika
- Argentinien: Parlamentswahl (beide Kammern des Parlaments), siehe  und Präsidentschaftswahl (Carlos Menem wiedergewählt)
- Grönland: Parlamentswahl
- Grenada: Parlamentswahl
- Haiti: Parlamentswahl und Präsidentschaftswahl, René Préval wird Präsident
- Peru: Präsidentschaftswahl und Wahl des Kongresses, Fujimori wiedergewählt
- Trinidad und Tobago: Parlamentswahl
- USA: Gouverneurswahlen

## Asien
- Parlamentswahl in der Türkei 1995
- Wahl des Legislativ-Yuans der Republik China (Taiwan) am 2. Dezember
- Referendum in Kasachstan 1995, Referendum in Kasachstan am 29. April 1995 über die Verlängerung der Amtszeit des Präsidenten Nursultan Nasarbajew
- Verfassungsreferendum in Kasachstan 1995, Referendum in Kasachstan am 30. August 1995 über die neue Verfassung Kasachstans

## Europa

### Deutschland
Im Jahr 1995 fanden folgende Landtagswahlen statt:
- Am 19. Februar die Landtagswahl in Hessen 1995
- Am 14. Mai die Landtagswahl in Nordrhein-Westfalen 1995 und die Bürgerschaftswahl in Bremen 1995
- Am 22. Oktober die Wahl zum Abgeordnetenhaus von Berlin 1995

### Estland
- 5. März: Parlamentswahl in Estland 1995

### Finnland
- 19. März: Parlamentswahl in Finnland 1995

### Frankreich
- 23. April und 7. Mai (Stichwahl) Präsidentschaftswahl in Frankreich 1995

### Island
- 8. April: Parlamentswahl in Island 1995

### Italien
- 23. April: Regionalwahlen in Italien 1995

### Lettland
- 30. September und 1. Oktober: Parlamentswahl in Lettland 1995

### Österreich
- 19. März: Gemeinderatswahlen in Niederösterreich 1995
- 26. März: Gemeinderatswahlen in der Steiermark 1995
- 17. Dezember: Nationalratswahl in Österreich 1995

Im Jahr 1995 fanden folgende Landtagswahlen statt:
- 17. Dezember: Landtagswahl in der Steiermark 1995

### Polen
- 5. und 19. November: Präsidentschaftswahl in Polen 1995

### Portugal
- 1. Oktober: Parlamentswahl in Portugal 1995

### Russland
- 17. Dezember: Parlamentswahl in Russland 1995

### Schweiz
- Am 27. September die Ersatzwahl zum Bundesrat
- Am 13. Dezember die Bundesratswahl 1995
- Am 22. Oktober die Schweizer Parlamentswahlen 1995

- Resultate